# Popillia sulcipennis
Popillia sulcipennis är en skalbaggsart som beskrevs av Hope 1842. Popillia sulcipennis ingår i släktet Popillia och familjen Rutelidae. Inga underarter finns listade i Catalogue of Life.